# Costa de Marfil en los Juegos Paralímpicos
Costa de Marfil en los Juegos Paralímpicos está representada por la Federación Marfileña de Deportes Paralímpicos, miembro del Comité Paralímpico Internacional.
Ha participado en ocho ediciones de los Juegos Paralímpicos de Verano, su primera presencia tuvo lugar en Atlanta 1996. El país ha obtenido un total de cinco medallas en las ediciones de verano: tres de oro, una de plata y una de bronce.
En los Juegos Paralímpicos de Invierno Costa de Marfil no ha participado en ninguna edición.

## Medallero

### Por edición
Juegos Paralímpicos de Verano
| Evento              | Oro | Plata | Bronce | Total |
| ------------------- | --- | ----- | ------ | ----- |
| Atlanta 1996        | 2   | 0     | 0      | 2     |
| Sídney 2000         | 1   | 0     | 1      | 2     |
| Atenas 2004         | 0   | 0     | 0      | 0     |
| Pekín 2008          | 0   | 0     | 0      | 0     |
| Londres 2012        | 0   | 0     | 0      | 0     |
| Río de Janeiro 2016 | 0   | 1     | 0      | 1     |
| Tokio 2020          | 0   | 0     | 0      | 0     |
| París 2024          | 0   | 0     | 0      | 0     |
| TOTAL               | 3   | 1     | 1      | 5     |

### Por deporte
Deportes de verano
| Evento    | Oro | Plata | Bronce | Total |
| --------- | --- | ----- | ------ | ----- |
| Atletismo | 3   | 1     | 1      | 5     |
| TOTAL     | 3   | 1     | 1      | 5     |